# Cannizzarova reakcija
Cannizzarova reakcija je organska kemijska reakcija aldehidov, ki jo sprežijo alkalije. V reakciji pride do disproporcionacije – prenosa α vodikovega atoma z ene molekule aldehida na drugo, tako da iz aldehida nastaneta alkohol in karboksilna kislina. Reakcijo je odkril italijanski kemik Stanislao Cannizzaro leta 1853, ko je z obdelavo benzaldehida s kalijevim karbonatom dobil benzil alkohol in benzojevo kislino: 
Reakcija je organska redoks reakcija: produkt oksidacije je karboksilna kislina, produkt redukcije pa alkohol. Pri aldehidih, ki imajo karbonilno skupino vezano na terciarnem ogljikovem atomu (RCHR'CHO), ima prednost aldolna kondenzacija, ker pride do odcepljenja vodika s terciarnega ogljikovega atoma in ne iz karbonilne skupine -CHO.

## Reakcijski mehanizem
Prvi korak v Cannizzarovi reakciji je nukleofilna adicija baze (na primer aniona –OH-) na karbonilni ogljik aldehida. Iz nastalega alkoksida se nato odcepi vodik, tako da nastane di-anion, imenovan Cannizzarov intermediat. Tvorba te vmesne spojine zahteva zelo bazično okolje. 
Alkoksid in Cannizarov intermediat lahko reagirata z aldehidom, tako da pride do prenosa hidridnega iona H- na kisikov atom v karbonilni skupini. S prenosom hidridnega iona istočasno nastaneta hidroksilni anion in karboksilat. Dokaz za hidridni značaj Cannizzarovega intermediata je reakcija z vodo, v kateri nastane elementarni vodik.

## Posebni primeri
Poseben primer je navzkrižna Cannizzarova reakcija. Takšna je, na primer, reakcija med aldehidom brez α vodikovih atomov in formaldehidom, v kateri se formaldehid vedno oksidira v mravljinčno kislino, drugi aldehid pa se reducira v ustrezni alkohol.
Drug primer je reakcija pod vplivom brezvodnega aluminijevega etoksida, ki pretvori binarno zmes brezvodnih aldehidov v asimetrične estre. Poseben primer je tudi tvorba polihidričnih alkoholov, na primer pentaeritritola, iz zmesi alifatskih aldehidov pod vplivom alkalij.